# Památník UNESCO v Nidě
Památník UNESCO v Nidě, litevsky UNESCO atminimo ženklas, je památník v Nidě ve městě/okresu Neringa (litevsky Neringos savivaldybė), na Kuršské kose (Kuršių nerija) v Klaipėdském kraji v Litvě. Nachází se na pobřeží Kuršské zátoky Baltského moře.

## Historie a význam památníku
Žulový památník byl postaven v roce 2002 na upomínku okamžiku, kdy od prosince 2000 je Kuršská kosa, která se nachází na území Litvy a Ruska, umístěna na seznamu světového dědictví organizace UNESCO (Organizace OSN pro vzdělání, vědu a kulturu) při OSN (Organizace spojených národů). Památník zdůrazňuje také význam povinnosti ochrany a zachování kulturní a přírodní oblasti Kuršské kosy pro celý svět. Má tvar pravidelného jehlanu se čtvercovou podstavou (pyramidy) a hrany stěn jsou umístěny ve směru světových stran a také označeny. Památník, jehož autorem je Gintautas Survila, je umístěn na vydlážděném prostranství na trase pěších a turistických tras.

## Další informace
Podobný památník je umístěn také v nedalekém Juodkrantė.

## Galerie

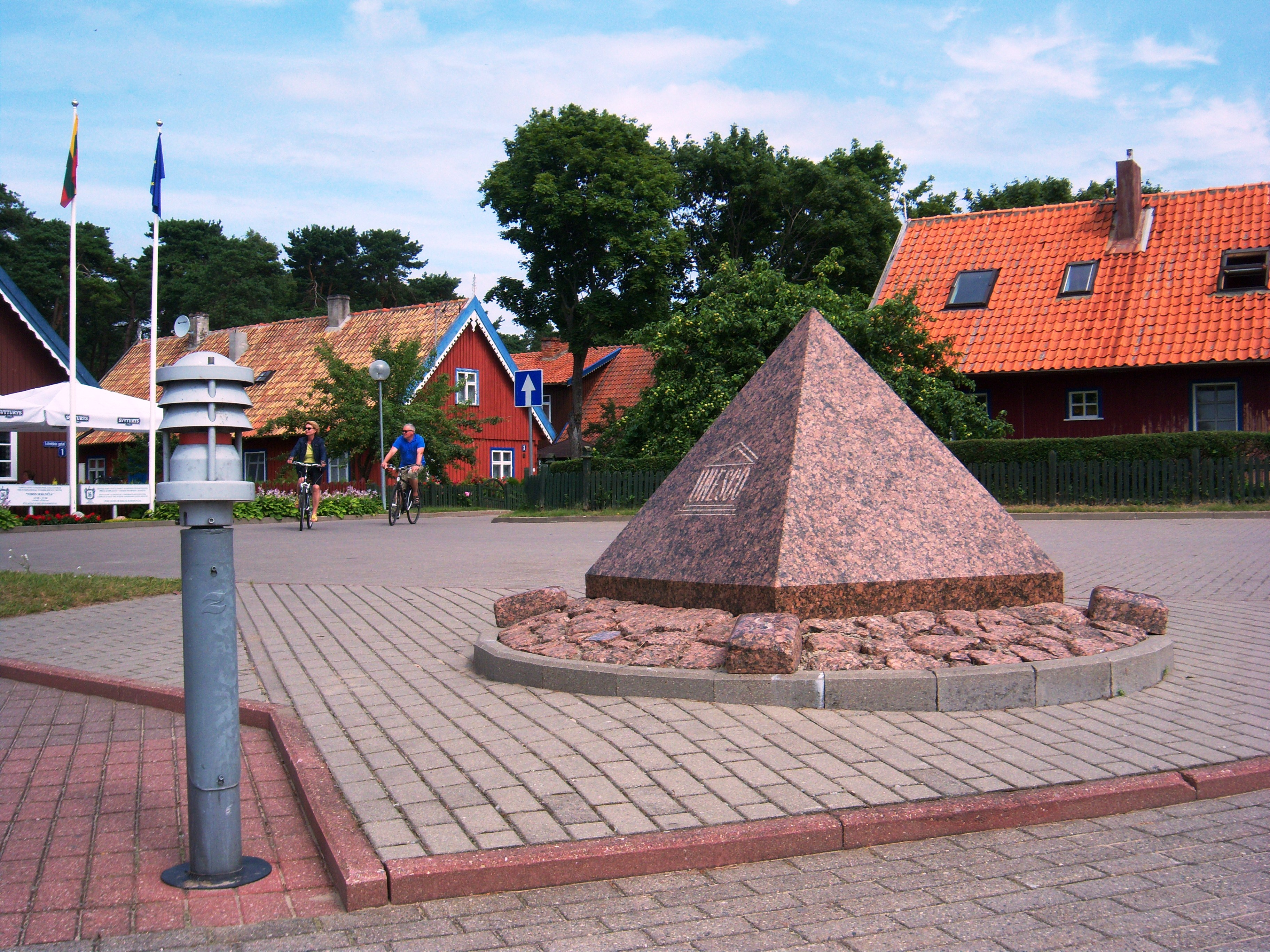
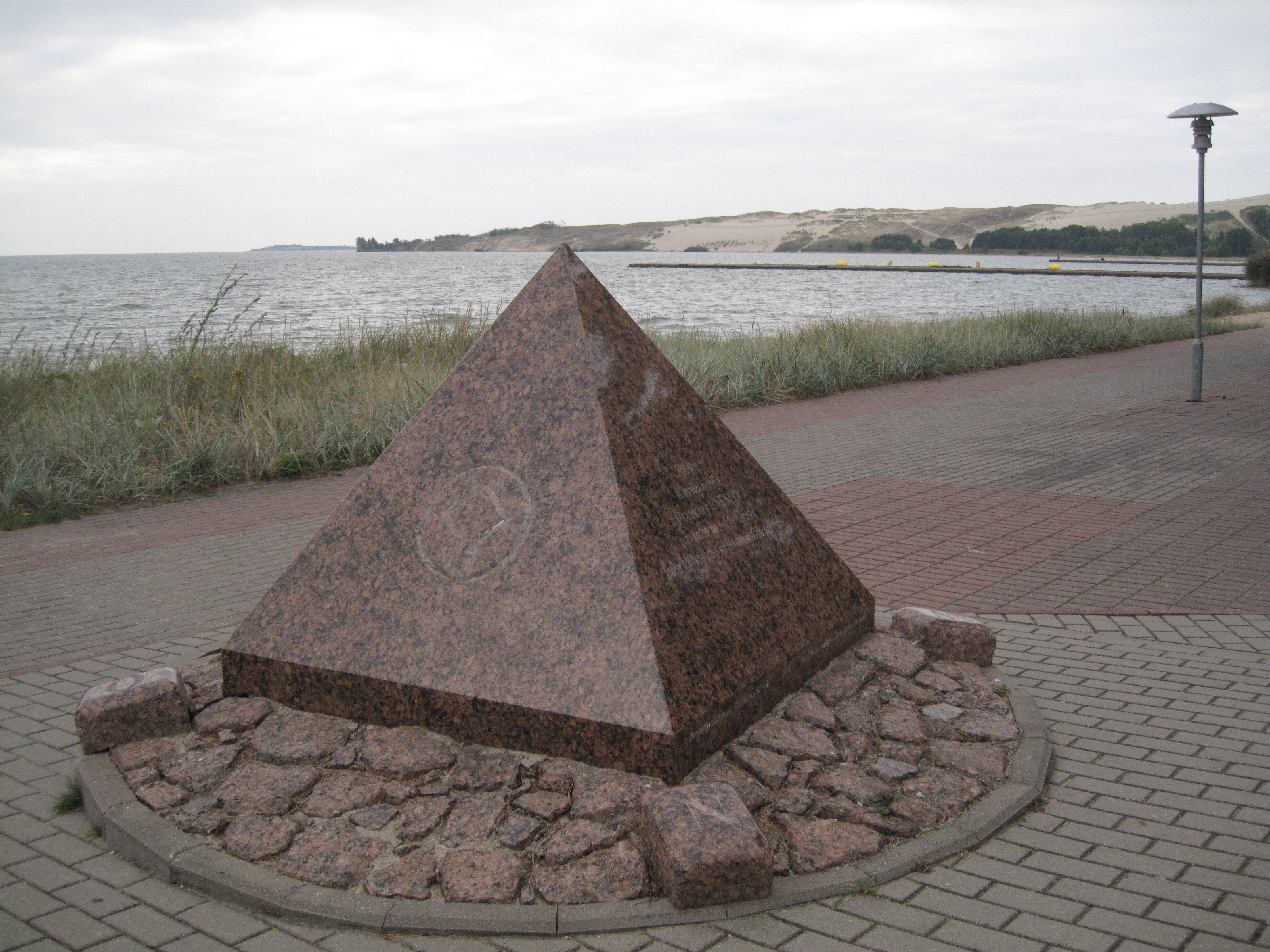